# Pilocrocis collustralis
Pilocrocis collustralis là một loài bướm đêm trong họ Crambidae.